# Alexeï Parchine
Pour les articles homonymes, voir Parchine.
Alexeï Nikolaïevitch Parchine (en russe : Алексей Николаевич Паршин, ou selon ISO 9 Paršin´ ; aussi transcrit à l'anglaise Parshin), né le 7 novembre 1942 à Sverdlovsk et mort le 18 juin 2022, est un mathématicien soviétique puis russe, spécialiste de théorie des nombres et de géométrie algébrique.

## Biographie scientifique
Alexeï Parchine est diplômé en 1964 de la Faculté de mathématiques et de mécanique de l'université d'État de Moscou, puis poursuit des études de recherche à l'Institut de mathématiques Steklov, où il obtient le diplôme de candidat ès sciences (Kandidat nauk) en 1968 sous la supervision d'Igor Chafarevitch avec une thèse intitulée Algebraic curves over function fields. En 1983, il obtient le grade de Doktor nauk (équivalent de l'habilitation) à l'université d'État de Moscou. Il est à partir de 1968 chercheur à l'Institut Steklov de Moscou, il en dirige le département d'algèbre depuis 1995 ; il est également professeur à l'université d'État de Moscou.

## Recherche
La recherche d'Alexeï Parchine porte sur les généralisations de la class field theory en dimension supérieure, sur des systèmes intégrables, et sur l'histoire des mathématiques. Il est l'un des éditeurs de l'édition russe des œuvres complètes de David Hilbert et coéditeur, avec Vladimir Arnold, d'une édition d'œuvres choisies de Hermann Weyl.
Alexeï Parchine démontre en 1968 que le théorème de Faltings est une conséquence logique de la conjecture de finitude de Chafarevitch concernant les classes d'isomorphie de variétés abéliennes. En 1983, Gerd Faltings a démontré la conjecture de finitude de Chafarevitch et par là même la conjecture de Mordell.
Chafarevitch avait démontré sa conjecture dans le cas de genre {\displaystyle g=1}. En 1968, Alexeï Parchine démontre le cas particulier où {\displaystyle S} est l'ensemble vide de l'énoncé suivant :
Si {\displaystyle B} est une courbe complexe lisse et {\displaystyle S} est une partie finie de {\displaystyle B}, alors il n'existe qu'un nombre fini de courbes lisses (à un isomorphisme près) de genre {\displaystyle g\geq 2} sur {\displaystyle B\setminus S}. Le cas général, pour {\displaystyle S} non vide du résultat précédent a été démontré par Suren Arakelov,. À la même époque, Alexeï Parchine donne une nouvelle preuve (indépendante de la condition de finitude de Chafarevitch) de la conjecture de Mordell dans des corps de fonctions (déjà démontrée auparavant par Yuri Manin en 1963 et par Hans Grauert en 1965). Alexeï Parchine a présenté ses résultats dans sa communication intitulée Quelques conjectures de finitude en géométrie diophantienne en tant que conférencier invité au Congrès international des mathématiciens de 1970 à Nice.

## Prix et distinctions
Alexeï Parchine est membre titulaire de l'Académie des sciences de Russie depuis 2011. En 2010, il délivre une conférence plénière intitulée Representations of higher adelic groups and arithmetic au congrès international des mathématiciens de Hyderabad.
- 1970 : Conférencier invité au congrès international des mathématiciens de Nice
- 1971 : Prix des jeunes mathématiciens de la Société mathématique de Moscou
- 1996 : Prix de recherche Humboldt
- 2000 : Membre correspondant de l'Académie des sciences de Russie
- 2004 : Prix Vinogradov (en) de l’Académie des sciences de Russie
- 2010 : Conférencier plénier au congrès international des mathématiciens de Hyderabad
- 2011 : Membre titulaire de l'Académie des sciences de Russie
- 2012 : Médaille Tchebychev en or
- 2013 : Docteur honoris causa de l'université Paris XIII
- 2017 : Membre de l'Academia Europaea

## Publications (sélection)

### Général
- (ru) Alexei N. Parshin, Путь. Математика и другие миры (Le chemin. Mathématiques et autres mondes), Moscou, Bookinist,‎ 2002, 240 p. (ISBN 5-7913-0053-0). — Écrits sur l'histoire de la science et ses relations avec la culture.

### Édition
Parchine et Chafarevitch ont édité une série d'ouvrages de géométrie algébrique et de théorie des nombres, dans la collection « Encyclopaedia of Mathematical Sciences » dont :
- Alexei N. Parshin et Igor R. Shafarevich (éditeurs) (trad. Yu. G. Prokhorov et S. Tregub), Algebraic geometry, vol. V: Fano varieties, Berlin, Springer, coll. « Encyclopaedia of Mathematical Sciences » (no 47), 1999, 247 p. (zbMATH 0886.14001).
- Alexei N. Parshin et Igor R. Shafarevich (éditeurs) (trad. I. Rivin), Algebraic geometry, vol. III : Complex algebraic varieties, algebraic curves and their Jacobians, Berlin, Springer, coll. « Encyclopaedia of Mathematical Sciences » (no 44), 1998, 270 p. (zbMATH 0886.14001).
- (en) Alexei N. Parshin et Igor R. Shafarevich (éditeurs) (trad. N. Koblitz), Number theory, vol. IV : Transcendental numbers : Transcendental numbers, Berlin, Springer, coll. « Encyclopaedia of Mathematical Sciences » (no 44), 1998, 345 p. (ISBN 3-540-61467-2, zbMATH 1155.00324).

### Articles et ouvrages
- Alexei N. Parshin et Igor  Shafarevich, « The arithmetic of algebraic varieties », Proc. Steklov Inst. Math., vol. 168, no 3,‎ 1986, p. 75-99 (zbMATH 0605.14001). — Traduction depuis Tr. Mat. Inst. Steklova 168, 72-97 (1984)
- Alexei N. Parshin et Yuri Zarin, « Finiteness problems in algebraic geometry », American Mathematical Society Translations (série 2), vol. 143 « Eight papers translated from the Russian »,‎ 1989, p. 35–102 (arXiv 0912.4325). — Version révisée de l'appendice publiée dans la traduction russe du livre Fundamentals of Diophantine Geometry de Serge Lang
- Alexei N. Parshin, « Numbers as functions. The development of an idea in the Moscow school of algebraic geometry », dans A. A. Bolibruch, Yu. S. Osipov, Ya. G. Sinai et. al. (éditeurs), Mathematical Events of the Twentieth Century, Springer, 2006 (ISBN 978-3-540-23235-3, arXiv 0912.3785), p. 297–330
- Alexei N. Parshin, « Mathematik in Moskau – es war eine große Epoche », Mitteilungen der Deutschen Mathematiker-Vereinigung, vol. 18,‎ 2010, p. 43–48 (zbMATH 1204.01042, lire en ligne, consulté le 18 août 2019).